# بیمارستان بارداری شارلوت بزرگ دوشس
بیمارستان بارداری شارلوت بزرگ دوشس (به لاتین: Grand Duchess Charlotte Maternity Hospital) یک بیمارستان در لوکزامبورگ است که در لوکزامبورگ (شهر) واقع شده‌است.